# Jasna Merdan-Kolar
Jasna Merdan-Kolar (Mostar, 1956. október 9. –) jugoszláv származású, olimpiai bajnok osztrák kézilabdázó, 1990-ben a világ legjobb női játékosa.

## Pályafutása

### Klubcsapatokban
Hazájában a Lokomotiva Mostar csapatában kézilabdázott. 1984-ben igazolt az osztrák Hypo Niederösterreichhez, amellyel nyolc alkalommal nyerte meg a Bajnokok Ligáját.

### A válogatottban
A jugoszláv válogatottal 1984-ben olimpiai bajnoki címet nyert, négy évvel korábban, a moszkvai játékokon pedig tagja volt az ezüstérmes csapatnak is. Az 1982-ben Magyarországon rendezett világbajnokságon bronzérmes  volt csapatával és ő lett a torna legeredményesebb játékosa. 1985-ben kapott osztrák állampolgárságot, azt követően pedig Ausztria válogatottjában szerepelt. Részt vett az 1992-es olimpián. Ő az osztrák válogatott történetének legeredményesebb játékosa.

## Magánélete
Férjével 1994 óta kávézót működtet Maria Enzersdorfban. 2014 februárjától az alacsonyabb osztályú Union Korneuburgot edzette.

## Sikerei, díjai
Hypo Niederösterreich
- Bajnokok Ligája-győztes: 1989, 1990, 1992, 1993, 1994, 1995, 1998, 2000
- Osztrák bajnok: 1987–1992

Egyéni elismerései
- 1990-ben a világ legjobb női kézilabdázója
- Az 1982-es világbajnokság legeredményesebb játékosa[5]
- Az 1984-es olimpia legeredményesebb játékosa
- Az 1985–1986-os szezonban 22 mérkőzésen 375 gólt szerzett az osztrák bajnokságban, ami rekord az egy idényen belül elért találatok számát illetően